# Syndicatie
Syndicatie is de distributie van informatieve of creatieve content van de ene omroep naar de andere, die de rechten verwerft via een contract of licentie. Deze overdracht kan op elk communicatiemiddel worden uitgevoerd.

## Soorten syndicatie

### Tv-uitzending
Een televisieproductiemaatschappij maakt doorgaans zijn programma's door een contract met een netwerk, dat uitsluitend zijn uitzendrechten behoudt. Zodra dat contract is voldaan, kan het productiebedrijf echter syndicatiecontracten ondertekenen, waarin het licenties verleent aan andere televisienetwerken om herhalingen van de afleveringen uit te zenden, in een poging nieuwe economische inkomsten te verkrijgen. Dit heeft de wereldwijde populariteit van vele televisieseries mogelijk gemaakt die oorspronkelijk voor een zeer specifieke markt zijn gemaakt.
Er zijn ook programma's die exclusief zijn gemaakt voor syndicatie en dus niet voor een specifieke omroep. Deze programma's worden verkocht aan meerdere stations, zowel nationaal als wereldwijd. Dit kan lucratief zijn als het succesvol is, maar de distributeur kan het programma mogelijk alleen aan een beperkt aantal markten verkopen.
Veel Amerikaanse sitcoms worden wereldwijd ter syndicatie aangeboden en zijn daarvoor ook in Nederland en België te zien. Een bekend voorbeeld is Friends.

### Drukwerk
Dit type syndicatie vindt plaats wanneer kranten of tijdschriften artikelen, columns, stripverhalen en andere inhoud licentiëren voor publicaties zoals kranten, tijdschriften en websites.
Tot 1970 speelden de syndicaties een grote rol in de verspreiding van strips. De bureaus kwamen vooral voor in de Verenigde Staten en Europa en verkochten de strips van stripstudio's zoals Toonder Studio's door. Er waren rond 1930 wereldwijd zo'n 130 bureaus, die zo'n 1600 strips verkochten aan zo'n 13.700 kranten. De best verkochte strip via een syndicatiebureau was Garfield van Jim Davis. Bekende syndicatiebureaus, die strips verkochten, zijn het Amerikaanse King Features Syndicate en het Nederlandse Swan Features Syndicate. Na 1970 nam het belang van syndicaties bij de verspreiding van strips af.
Ook worden columns van bijvoorbeeld Özcan Akyol en Angela de Jong doorgeplaatst in regionale kranten, die van dezelfde uitgever als het AD zijn. Dit gebeurt ook met nieuwsartikelen. 

### Webpagina
Websyndicatie is de onlinevorm van het beschikbaar maken van informatie voor een groot bereik van afnemers. Een deel van de inhoud van een webpagina wordt beschikbaar gesteld aan andere sites of individuele abonnees via webbronnen, ook bekend onder het Engelse woord feeds, om andere lezers te voorzien van een samenvatting of update van inhoud die recent is toegevoegd aan sites (bijvoorbeeld nieuwsinhoud of forumberichten). 
De meest voorkomende standaard hiervoor is RSS, gevolgd door Atom. Computerprogramma's die compatibel zijn met een van deze normen, raadplegen periodiek een pagina met koppen die verwijzen naar de volledige artikelen op de oorspronkelijke website. In tegenstelling tot andere communicatiemiddelen zijn de rechten voor syndicatie van webinhoud meestal gratis, zonder contract tussen de partijen, maar hebben vaak een licentie voor gebruiksregels.
Op veel websites van regionale omroepen ziet men een nieuwsfeed van de NOS, met nationaal en internationaal nieuws. 

### Radio
In Nederland maken vooral lokale, regionale en digitale radiozenders gebruik van syndicatie programma's. Zo zenden veel regionale omroepen dagelijks het NOS-nieuwsprogramma Met het Oog op Morgen uit. Ook zenden tientallen lokale radiozenders het weekendprogramma The X Vibe uit, dat niet tot een vaste zender behoort en enkel voor syndicatie wordt geproduceerd. 
Er zijn enkele Nederlandse radioprogramma's die wereldwijd op vele radiozenders worden uitgezonden. Dit zijn veelal danceprogramma's zoals A State of Trance van Armin van Buuren en DAYS like NIGHTS van Eelke Kleijn.
In grote landen als de Verenigde Staten ziet men vaak dat radiozenders (meestal een FM-omroep) programmering verkrijgen van grote nationale netwerken, waaraan ze normaal gesproken permanent verbonden zijn via een voorafgaand contract. Hierdoor zijn programma's zoals Onair With Ryan Seacrest, Elvis Duran And The Morningshow en American Top 40 in het hele land (en in andere delen van de wereld) te horen. 